# کاکل‌پیشانی پاسیاه
کاکل‌پیشانی پاسیاه (نام علمی: Chunga burmeisteri) نام یک گونه از تیره کاکل‌پیشانیان است.